# Seznam slovenskih odbojkarjev
Seznam slovenskih odbojkarjev.

## B
- Nika Blagne
- Petra Blažič
- Vesna Blažič
- Sonja Borovinšek
- Beno Božič (trener)
- Mojca Božič
- Rok Bračko
- Miha Bregar

## C
- Gheorghe Crețu (trener)
- Marina Cvetanovič
- Anja Cvirn

## Č
- Tone Čargo (*1932)
- Davor Čebron
- Klemen Čebulj
- Matej Černic
- Žiga Čopi

## D
- Nada Dimitrovič
- Tamara Dobrinja
- Žiga Donik

## E
- Darja Eržen

## F
- Andrej Flajs

## G
- Lena Gabršček
- Mitja Gasparini
- Andreja Gašper
- Bojana Gašper
- Maks Gergolet
- Aleksandra Gosak
- Tina Grudina

## H
- Matjaž Hafner
- Svit Hafner
- Hajdi Hauptman
- Sara Hutinski

## I
- Urška Igličar
- Maja Ilić
- Alenka Iršič

## J
- Vid Jakopin
- Tjaša Jančar (na mivki)
- Meta Jerala
- Gregor Jerončič
- Martin Jerončič
- Zoran Jerončič (trener)
- Jure Jež
- Katja Jontes

## K
- Tina Kaker
- Matevž Kamnik
- Barbara Kislinger
- Jan Klobučar
- Matej Kök
- Alan Komel
- Danijel Koncilja
- Tjaša Kotnik (na mivki)
- Jani Kovačič (odbojkar)
- Jan Kozamernik
- Iztok Kšela
- Petra Kraigher
- Petra Kramolc
- Janž Janez Kržič

## L
- Selena Leban
- Alenka Lešnik
- Tina Lipicer Samec
- Lorena Lorber Fijok
- Tajda (& Nina) Lovšin (na mivki)

## M
- Maja Marolt (na mivki)
- Katja Medved
- Primož Mejal
- Dane Mijatović
- Iza Mlakar
- Eva Mori Pavlović
- Mojca Možič
- Peter Možič
- Rok Možič
- Dominika Mrmolja
- Jan Mulec

## N
- Bruno Najdič
- Sara Najdič

## O
- Julija Obatnina

## P
- Alen Pajenk
- (Ivan Peterlin)
- Uroš Pavlović
- Gregor Pernuš
- Saša Planinšec
- Uroš Planinšič
- Matija Pleško
- Nejc Podlesnik
- Urša Podlesnik
- Eva Pogačar
- Klemen Ponikvar (na mivki)
- Monika Potokar
- Nataša Prauhart
- Maša Pucelj
- Mišo Pušnik

## R
- Živa Recek
- Gregor Ropret
- Metod Ropret (trener...)

## S
- Miran Simič (1934-2010)
- David Slatinšek
- Anita Sobočan

## Š
- Lana Ščuka
- Asja Šen
- Klemen Šen (na mivki)
- Mija Šiftar
- Alen Šket
- Sebastijan Škorc (trener)
- Tomislav Šmuc
- Sašo Štalekar
- Tonček Štern
- Žiga Štern

## T
- Jernej Terpin
- Urban Toman
- Alida Tomanič

## U
- Ines Udrih
- Lea Urbančič
- Adi (Adolf) Urnaut
- Tine Urnaut

## V
- Sara Valenčič
- Mirta Velikonja Grbac
- Andreja Vezjak
- Matic Videčnik
- Dejan Vinčić
- Alenka Vodeb (na mivki)
- Loredana Voichita Cristea
- Ivana Vojinović
- Ana Marija Vovk

## Z
- Eva Zatković
- Anja Zdovc
- Rudi Zupanc